# Wheeler-Gletscher
Der Wheeler-Gletscher ist ein 3 km langer Gletscher auf Südgeorgien. Er fließt von der Nordflanke des Mount Fraser in westnordwestlicher Richtung zur Südküste der Insel.
Der South Georgia Survey kartierte ihn während seiner von 1951 bis 1957 durchgeführten Vermessungskampagne. Das UK Antarctic Place-Names Committee benannte ihn 1958 nach dem britischen Zoologen John Francis George Wheeler  (1900–1979), der zum wissenschaftlichen Stab der Discovery Investigations auf der Station in Grytviken von 1925 bis 1927 und von 1928 bis 1930 gehört hatte.